# Пёс Хакльберри
Пёс Хакльберри (англ. Huckleberry Hound) — герой мультфильмов Hanna-Barbera, пёс голубого цвета, говорящий с южно-американским акцентом и отличающийся спокойным, добрым и ласковым характером. Слово "huckleberry" (черника) в жаргоне означает "деревенщина". В большинстве мультфильмов с его участием показана его работа в какой-либо области, от полицейского до ловца собак, что, как правило, приводит к обратному результату, однако он всегда выходит победителем, благодаря своей настойчивости или просто по везению. Хакльберри не живёт в определённом времени, так как в нескольких сериях он был гладиатором, рыцарем и испытателем ракеты, однако ни разу не появлялся в будущем. Врагами у добродушного пса выступают: "Пьер-крепыш"-высокий мускулистый персонаж, говорящий с французским акцентом, "Маленький Дальтон"-жестокий и грубый западный разбойник, которого Хакльберри обычно ловит и индеец "Безумный Койот", которого Хакльберри всегда побеждал в соревнованиях, а также два безымянных ворона, говорящих с акцентом мафии и часто надоедающих доброму псу.
Ещё одна особенность Хакльберри-сенсорная амузия (т.е утрата способности воспринимать музыку) и неправильное исполнение песни " О, моя дорогая Клементина", к-е часто использовалось, как гэг. Вместо "и так далее" он говорил :"И всё в таком же духе". Надо заметить, эту фразу произносили и другие персонажи мультсериалов Hanna-Barbera, но он-больше всех. 

## История
Прототипом Хакльберри является Южный Волк, созданный Текс Эйвери в 1953 г. для мультфильма "The Three Little Pups" и "Billy Boy". Характер практически полностью совпадал с Хакльберри. После того, как Эйвери покинул студию MGM, было снято ещё два мультфильма с Южным Волком. Blackboard Jumble и Sheep Wrecked. Так как Sheep Wrecked-последнее появление волка, Хакльберри можно считать его перевоплощением.
Имя "Хакльберри"-отсылка к роману Марка Твена "Приключения Гекльберри Финна". Этим именем даже хотели назвать Мишку Йоги. Доуз Батлер, озвучивавший Хакльберри. Уверял, что при озвучивании не имитировал голос Энди Гриффита, а голос соседа своей жены, ветеринара Миртиса Мартина, с которым часто беседовал. Он нашёл голос Миртиса весьма забавным и всегда имитировал его при озвучке.

## Появления
Мультсериал "Пёс Хакльберри" (1958-1961)
Мультфильм "Плохой, хороший и пёс Хакльберри"